# Grandezza scalare

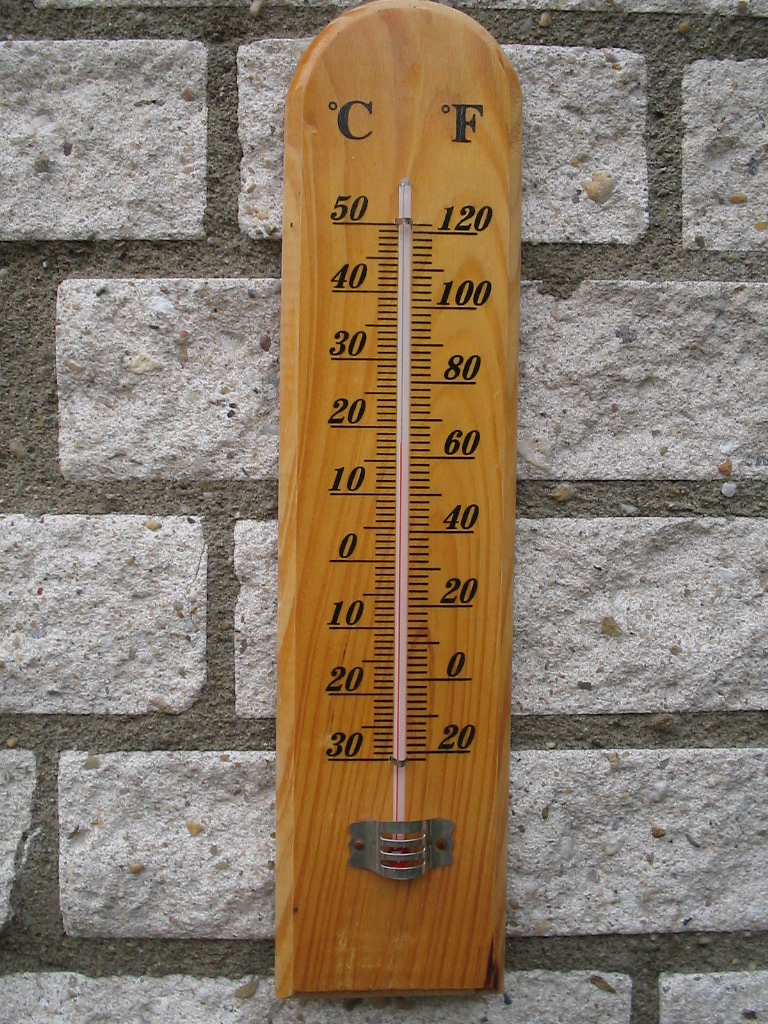
La temperatura è una grandezza scalare

In fisica, una grandezza scalare è una grandezza che viene descritta unicamente, dal punto di vista matematico, da un numero reale, detto anch'esso scalare, spesso associato a un'unità di misura. A differenza delle grandezze vettoriali, non è pertanto sensibile alle dimensioni dello spazio, né al particolare sistema di riferimento o di coordinate utilizzato. La definizione di scalare deriva dal fatto che, moltiplicando un vettore per uno scalare, il modulo del vettore cambia: il vettore viene così ridimensionato, "riscalato" dallo scalare, che funge da fattore di scala.

## Esempi
- Carica elettrica[2]
- Massa[3]
- Volume e superficie[3]
- Densità (è il rapporto tra due grandezze scalari: massa e volume)
- Pressione[4]
- Temperatura[3]
- Energia[5] e Lavoro (quest'ultimo è il prodotto scalare tra forza e spostamento)
- Lunghezza d'onda (è il rapporto tra il modulo della velocità di un'onda e la sua frequenza, ossia è il rapporto tra due grandezze scalari).

Alcune grandezze possono essere intese sia come scalari che vettoriali a seconda del contesto. Ad esempio la velocità, in generale, non è una grandezza scalare in quanto per definirla si rende necessario, oltre al valore numerico di intensità della velocità (cioè al suo modulo), anche la direzione e il verso; essa è quindi una grandezza vettoriale, ma può essere espressa dal modulo del vettore velocità quando la direzione non è rilevante o è univocamente determinata (ad esempio nel moto rettilineo). In lingua inglese questi due concetti hanno due nomi diversi: speed per la grandezza scalare e velocity per quella vettoriale. La lunghezza intesa come la norma di un vettore è anch'essa uno scalare per il fatto che viene indotta da un prodotto scalare.